# Élections législatives de mai 1815 dans la Mayenne
Les élections législatives françaises de mai 1815 se déroulent les 8 et  22 mai 1815. Dans la Mayenne, six députés sont à élire dans le cadre d'un scrutin plurinominal majoritaire.

## Mode de scrutin
En vertu du titre II de l'acte additionnel de 1815, les députés de la Chambre des représentants sont élus au suffrage censitaire indirect. Les notables locaux, représentant environ un dixième des citoyens, nomment à vie les membres des collèges d'arrondissement. Parmi ces derniers sont ensuite sélectionnés les membres des collèges de département.
La Mayenne dispose ainsi de six représentants, dont trois sont élus par le collège départemental et trois sont choisis par les collèges d'arrondissement.

## Élus

### Élus par le collège départemental
| Député élu ou réélu                |  | Parti         |
| ---------------------------------- |  | ------------- |
| Louis-Jean-Nicolas-Charles Foucher |  | Bonapartistes |
| Étienne Boudet                     |  | Bonapartistes |
| Michel-René Maupetit               |  | Bonapartistes |

### Élus par les collèges d'arrondissement
|   | Arrondissement  | Député élu ou réélu      |  | Parti    |
| - | --------------- | ------------------------ |  | -------- |
| + | Laval           | Michel Chevallier        |  | Libéraux |
| + | Mayenne         | François-Jean Lepescheux |  | Libéraux |
| + | Château-Gontier | Jacques Bernier          |  | Libéraux |

## Résultats
| Candidat       | Candidat                           | Parti        | Premier tour | Premier tour | Second tour | Second tour | Troisième tour | Troisième tour |
| Candidat       | Candidat                           | Parti        | Voix         | %            | Voix        | %           | Voix           | %              |
| -------------- | ---------------------------------- | ------------ | ------------ | ------------ | ----------- | ----------- | -------------- | -------------- |
|                | Michel-René Maupetit               | Bonapartiste | 76           |              |             |             |                |                |
|                | Louis-Jean-Nicolas-Charles Foucher | Bonapartiste | 71           |              |             |             |                |                |
|                | Etienne Boudet                     | Bonapartiste | 52           |              |             |             |                |                |
|                |                                    |              |              |              |             |             |                |                |
| Exprimés       |                                    |              |              |              |             |             |                |                |
| Blancs et nuls |                                    |              |              |              |             |             |                |                |
| Total          | Total                              | Total        | 105          |              |             |             |                |                |
| Abstention     |                                    |              |              |              |             |             |                |                |
| Inscrits       | Inscrits                           | Inscrits     | 242          |              |             |             |                |                |

### Laval
| Candidats        | Candidats         | Étiquette | Premier tour | Premier tour | Deuxième tour | Deuxième tour |  |
| Candidats        | Candidats         | Étiquette | Voix         | %            | Voix          | %             |  |
| ---------------- | ----------------- | --------- | ------------ | ------------ | ------------- | ------------- |  |
|                  | Michel Chevallier | Libéraux  | 47           |              |               |               |  |
|                  |                   |           |              |              |               |               |  |
| Inscrits         | Inscrits          | Inscrits  | 186          |              |               |               |  |
| Votants          | Votants           | Votants   | 82           |              |               |               |  |
| Exprimés         |                   |           |              |              |               |               |  |
| Blancs et perdus |                   |           |              |              |               |               |  |

*sortant

### Mayenne
| Candidats        | Candidats                | Étiquette | Premier tour | Premier tour | Deuxième tour | Deuxième tour |  |
| Candidats        | Candidats                | Étiquette | Voix         | %            | Voix          | %             |  |
| ---------------- | ------------------------ | --------- | ------------ | ------------ | ------------- | ------------- |  |
|                  | François-Jean Lepescheux | Libéraux  | 44           |              |               |               |  |
|                  | Cheminant                |           | 8            |              |               |               |  |
|                  |                          |           |              |              |               |               |  |
| Inscrits         | Inscrits                 | Inscrits  | 164          |              |               |               |  |
| Votants          | Votants                  | Votants   | 62           |              |               |               |  |
| Exprimés         |                          |           |              |              |               |               |  |
| Blancs et perdus |                          |           |              |              |               |               |  |

*sortant

### Château-Gontier
| Candidats        | Candidats                    | Étiquette  | Premier tour | Premier tour | Deuxième tour | Deuxième tour |  |
| Candidats        | Candidats                    | Étiquette  | Voix         | %            | Voix          | %             |  |
| ---------------- | ---------------------------- | ---------- | ------------ | ------------ | ------------- | ------------- |  |
|                  | Jacques Bernier              | Libéraux   | 44           |              |               |               |  |
|                  | Laurent Lemotheux-d'Audier * | Royalistes | 9            |              |               |               |  |
|                  |                              |            |              |              |               |               |  |
| Inscrits         | Inscrits                     | Inscrits   | 138          |              |               |               |  |
| Votants          | Votants                      | Votants    | 52           |              |               |               |  |
| Exprimés         |                              |            |              |              |               |               |  |
| Blancs et perdus |                              |            |              |              |               |               |  |

*sortant

## Sources
- Adolphe Robert et Gaston Cougny, Dictionnaire des parlementaires français, Edgar Bourloton, 1889-1891